# Sociëteit "Tyche"
Sociëteit "Tyche" is onderdeel van de Delftsche Studenten Bond (DSB) en gevestigd in het monumentale pand Oude Delft 123 te Delft, in de Nederlandse provincie Zuid-Holland. Het is het pand dat het langst dienstdoet als sociëteit in Nederland. Voordat de Delftsche Studenten Bond het in 1953 betrok, zat sinds 1803 sociëteit Standvastigheid erin. Het pand is een rijksmonument (monumentnummer 12009).

## Geschiedenis van het pand
De Tyche Stichting is eigenaar van het pand Oude Delft 123, een voormalige burgemeesterswoning uit de 18e eeuw, dat verhuurd wordt aan de studentenvereniging Delftsche Studenten Bond, opgericht in 1897. De fundering van het gebouw gaat terug tot 1395, de gevel is uit 1735.
1536 - Een brand, die een groot deel van Delft teistert, verwoest een pand waar nu Sociëteit Tyche staat.
Jaren later blijkt er op dezelfde plaats een nieuw pand verrezen te zijn, bewoond door de familie van burgemeester Govert Willemsz Brasser. 
1607 - Als Govert Willemsz komt te overlijden verkopen zijn vrouw, Helena Huybregts, en zijn zoon, Dirck Govertsz, samen het pand, inmiddels "De Drie Coningen" genaamd, aan Jan Jansz van Lodensteijn. 
1626 - Jan Jansz van Lodensteyn bekleedt in de periode 1614 - 1626 meerdere malen gedurende één of twee jaar het burgemeestersambt. Als hij sterft vervalt het pand aan zijn vrouw Maria Evertsdr van Bleiswijck en zijn zoon Evert Jansz van Lodensteyn. Hij wordt enige malen burgemeester en neemt als afgevaardigde van Delft zitting in de Raad van State en de Staten-Generaal.
1638 - Evert Jansz laat riolering aanleggen dwars door de stadsveste uitmondend in de stadsgracht. 
1654 - De ontploffing van het kruithuis, die op de plaats van de huidige Paardenmarkt stond, veroorzaakt in zijn directe
omgeving zeer grote schade. Het pand aan de Oude Delft loopt slechts enige glasschade op.
1668 - Het pand komt in bezit van Margaretha van der Vorst als haar man Evert Jansz sterft. 
1674 - Zij verkoopt het pand aan Pieter Tedingh van Berckhout, die zojuist is toegetreden tot de Veertigraad en een pand behorend bij zijn stand nodig heeft. Als prijs van het pand wordt de somma van 1650 gulden overeengekomen. Voordat de overdracht kan geschieden moet Pieter wel 330 gulden belasting aan de stad Delft afdragen.
1677 - In de loop der jaren laat Pieter enkele verbeteringen en uitbreidingen uitvoeren, onder andere een stal voor zijn paarden en koets, en een verandering van de nok van het pand om plaats te maken voor een zware schoorsteen. 
1690 - Na een druk leven waarin Pieter Tedingh van Berckhout burgemeester van Delft en afgevaardigde van Delft in de Raad van State is geweest overlijdt hij. 
1713 - Hij vermaakt het pand aan zijn vrouw Elisabeth Ruysch, zijn nog in leven zijnde kinderen Jacoba, Paulus en Nicolaas, en aan de kinderen van zijn overleden kinderen Elisabeth Herbertina Briel, Elisabeth Pauw en Pieter, Jan, Coenraad en Susanna Maria Tedingh van Berckhout.
1733 - Het in slechte staat verkerende pand wordt geveild door notaris C. Pijnacker. De hoogste bieder en dus de koper is Johan Abrahamsz van Riebeeck, die ook al lid is van de Veertigraad van Delft. Voor het pand betaalt hij 12.500 gulden en voor een gedeelte van de inboedel nog eens 800 gulden. Om het oude huis te kunnen slopen moet eerst de precieze ligging van de rooilijn en de eigendomsrechten van de scheidingsmuren met de buren door de stedelijke erfscheiders vastgesteld worden. 
1734 - Jan de Oude, een sloper, koopt voor 760 gulden het pand op voorwaarde dat hij het uiterlijk op 31 maart, op enkele muren en de fundamenten na, gesloopt en opgeruimd oplevert.
1735 - Op de oude fundamenten verschijnt een nieuw pand, maar Johan Abrahamsz van Riebeeck overlijdt voordat hij het resultaat kan aanschouwen. Zijn vrouw Charlotta Marija Leijdekker en zijn zoon Gerard Cornelis betrekken het nieuwe pand.
1803 - Op 17 september koopt Sociëteit Standvastigheid Oude Delft 123 voor 3500 gulden ten overstaan van notaris G. van Hasselt.
1820 - Er worden twee plannen opgesteld voor vergroting van de lokalen op de beneden verdieping, die op dat moment bestaat uit een gang achter de voordeur waaraan drie kamers zijn gelegen,
met daarachter het trappenhuis en de keuken.
Beide plannen worden op financiële gronden verworpen.
1836 - Een volgend ontwerp voor een verbouwing wordt gemaakt door de bouwkundige A.B. Veth. Dit ontwerp wordt aanvaard door het bestuur en de leden en vervolgens uitgevoerd door aannemer W.P. Dijkgraaf. In datzelfde jaar koopt Standvastigheid van W.H. van der Mandele een stuk grond dat grenst aan de achterzijde van de sociëteit. Op dit stuk grond verrijst later het nieuwe sociëteitsgebouw van Standvastigheid. 
1849 - Wegens een stijgend ledental wordt de biljartzaal vergoot, en tien jaar later gebeurt dat opnieuw. Om deze laatste uitbreiding mogelijk te maken wordt de hoofdingang, die zich in het midden van de voorgevel bevindt, geheel naar links en de keuken naar de eerste etage verplaatst.
1878 - In verband met plannen van de gemeente de Westvest te laten afgraven wordt het "achterland", dat achter de tuin ligt, aan de gemeente afgestaan.
1941 - In de Tweede Wereldoorlog wordt het sociëteitsgebouw door de Duitse Wehrmacht gevorderd om dienst te doen als "Wehrmachtsheim" (kroeg).
1945 - Kort na de oorlog neemt
Standvastigheid weer bezit van het pand dat volslagen uitgewoond blijkt te zijn: de ruiten zijn grotendeels vernield; het dak is beschadigd; muren zijn doorgetrokken en de kelder is veranderd in een zwijnenstal. Er wordt direct met het herstel begonnen.
1952 - Enige jaren later wordt er een commissie in het leven geroepen, die de mogelijkheden van verkoop of verhuur in studie zal nemen, daarna wordt alleen nog maar over verkoop gesproken.
1953 - Op 27 april van het volgend jaar wordt het voorlopig koopcontract tussen sociëteit Standvastigheid en de Tyche-Stichting getekend. De koopsom van OD 123 bedraagt 70.000 gulden, exclusief de overdrachtskosten van 2000 gulden. Van dit bedrag wordt er een nieuw sociëteitsgebouw voor Standvastigheid in de tuin gezet. Op 1 augustus wordt het pand aan de Tyche-Stichting overgedragen en begint men direct met een grote verbouwing.

## Naam
De naam "Tyche" komt van de Griekse godin van het geluk. Het symbool van de sociëteit is de hoorn des overvloeds.

## Delftsche Studenten Bond
De Tyche Stichting heeft het pand in het najaar van 1953 aangekocht specifiek om te verhuren aan de DSB. 
Het pand bevat vele ruimtes, waaronder een grote achterzaal voor borrels, een voorzaal voor feesten of muziekrepetities, een kelderbar, een keuken met een eetzaal, commissiekamers, bestuurskamers en een vijftal studenten slaapkamers.
Gelijk na aankoop is er een flinke verbouwing geweest, o.a. om de statige voordeur, die in de loop der tijd uit het midden was gehaald en geheel links in de gevel was geplaatst, weer terug in het midden te zetten.
Ook in 1964 volgde wederom een flinke verbouwing. Onder andere is toen in de tuin een aanbouw gekomen die in de wandelgangen de "bungalow" heet. 
In 1982 is de eerste verdieping verbouwd, de eetzaal werd grondig gerenoveerd en uitgebreid en de bestuurskamer is toen verhuisd naar de tweede verdieping.
In 1997 is de voorzaal geheel geïsoleerd om het mogelijk te maken daar feesten te geven zonder dat de buren er last van zouden hebben. Daartoe is een unieke constructie bedacht; in feite is de voorzaal een doos die los staat / hangt in het pand en voorzien is van zeer veel isolatie. Het gevolg is wel dat de open haarden, die daarvoor met liefde werden gestookt, niet meer bruikbaar waren.
Tot het midden van de jaren '70 huurde de DSB het gehele pand. Tussen 1974 en 10 december 2019 is de bovenste verdieping grotendeels verhuurd geweest als studentenkamers. Van 1974 tot eind 2017 werden 5 kamers verhuurd en daarna nog maar 4 kamers (dit vanwege nieuwe wetgeving die speciale regels oplegde voor verhuur van meer dan 4 kamers). Deze kamers werden "Hakbed" genoemd naar de voorletters van de eerste bewoners. Sinds 10 december 2019 heeft de DSB weer alle ruimtes in gebruik genomen.

## Madurodam
Sinds 12 april 1957 staat er een miniatuur van Oude Delft 123 in Madurodam.
Op de foto's zijn een aantal interessante verschillen te zien. Zo was de ingang (en het bordes) in de jaren 50 aan de linkerkant van het gebouw gesitueerd. In 1964 is de ingang weer in het midden geplaatst zoals het was bij de oorspronkelijke bouw in 1735. Aan de foto uit 2011 is te zien dat ook in Madurodam deze wijziging heeft plaatsgevonden.
Aan de foto uit 2011 is ook te zien dat er andere schoorstenen op het dak staan als bij de foto van de onthulling uit 1957. Op het echte dak staan de schoorstenen als de foto uit 1957. 
|  |  |  |